# Thomas Nides

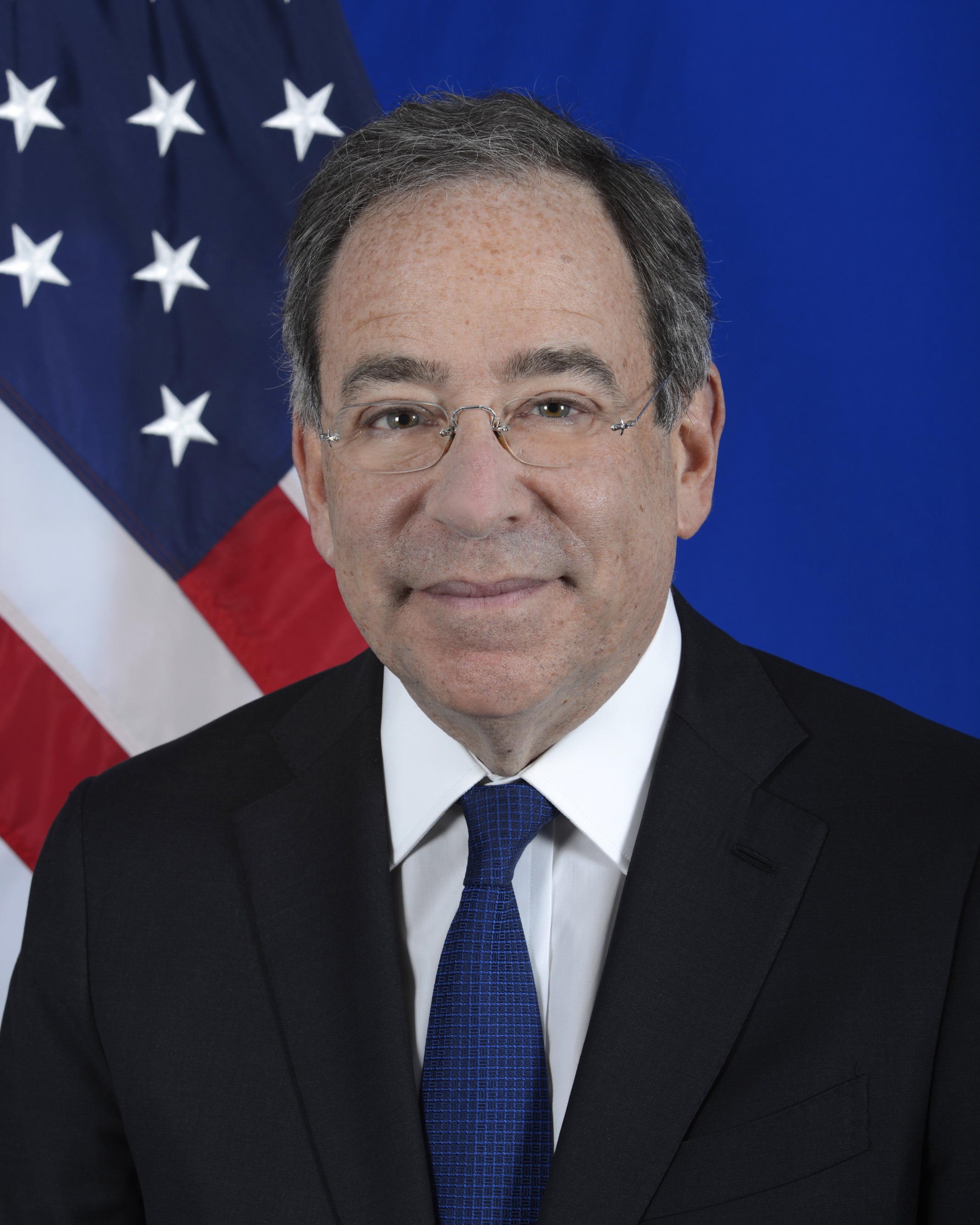
Retrato de Thomas R. Nides como embaixador em Israel durante o mandato do Presidente Biden.

Thomas Richard Nides (nascido em 1961) é um banqueiro norte-americano e funcionário do governo que é o director administrativo e vice-presidente do Morgan Stanley. Ele actua como membro do comité de administração e operação da empresa. De 2011 a 2013 Nides foi Secretário de Estado Adjunto de Gestão e Recursos dos Estados Unidos. Ele desempenhou várias funções financeiras e governamentais ao longo da sua vida.

## Carreira

### Governo
Em 29 de setembro de 2010, o presidente dos Estados Unidos, Barack Obama, nomeou Nides para secretário de Estado adjunto de Administração e Recursos. Ele foi confirmado pelo Senado em 22 de dezembro de 2010, e empossado a 3 de janeiro de 2011. Pelo seu serviço no cargo, a secretária de Estado, Hillary Clinton, concedeu a Nides o Prémio de Serviço Distinto da Secretária de Estado em janeiro de 2013, a mais alta honraria diplomática do país.
Em 2016, esperava-se que Nides conseguisse um cargo na campanha de 2016 de Hillary Clinton, embora ele se tivesse recusado a participar. Ele também foi considerado para o papel de Chefe de Gabinete da Casa Branca por Hillary Clinton se ela tivesse vencido a eleição presidencial daquele ano, embora ela tenha acabado por perder para Donald Trump.
Vários meses após a posse do presidente Joe Biden, Nides emergiu como o principal candidato a embaixador em Israel. Em maio de 2021, Biden nomeou Nides para o cargo. Em 2023, deixou o cargo, sendo sucedido por Jack Lew.